# Indy Pro 2000 Championship 2019
Het Indy Pro 2000 Championship 2019 was het eenentwintigste kampioenschap van het Indy Pro 2000 Championship en het eerste onder deze naam, nadat Mazda hun steun had teruggetrokken. Kyle Kirkwood werd kampioen met negen overwinningen.

## Teams en rijders
- Alle teams rijden onder de Amerikaanse vlag.

| Team                                        | Nr | Coureur            | Races       |
| ------------------------------------------- | -- | ------------------ | ----------- |
| Abel Motorsports                            | 8  | Parker Thompson    | Alle        |
| Abel Motorsports                            | 51 | Jacob Abel         | 1-5, 8-16   |
| BN Racing Jay Howard Driver Development     | 27 | Matt Round-Garrido | 13-16       |
| DEForce Racing                              | 6  | Moisés de la Vara  | Alle        |
| DEForce Racing                              | 7  | Kory Enders        | Alle        |
| Exclusive Autosport                         | 68 | Danial Frost       | Alle        |
| Exclusive Autosport                         | 90 | Nikita Lastochkin  | Alle        |
| Exclusive Autosport                         | 91 | Parker Locke       | 1-2         |
| Exclusive Autosport                         | 91 | Phillippe Denes    | 15-16       |
| FatBoy Racing!                              | 83 | Charles Finelli    | 1-12, 15-16 |
| FatBoy Racing!                              | 98 | Phillippe Denes    | 1-11        |
| JDL Racing                                  | 9  | Jacob Loomis       | 3-4, 6-7    |
| Juncos Racing                               | 2  | Sting Ray Robb     | Alle        |
| Juncos Racing                               | 10 | Rasmus Lindh       | Alle        |
| Pserra Racing Jay Howard Driver Development | 11 | Antonio Serravalle | 1-11        |
| Pserra Racing RP Motorsport Racing          | 11 | Antonio Serravalle | 13-16       |
| RP Motorsport Racing                        | 5  | Damiano Fioravanti | 1-2         |
| RP Motorsport Racing                        | 5  | Ian Rodríguez      | 3-4, 6-11   |
| RP Motorsport Racing                        | 5  | Artjom Petrov      | 12-16       |
| RP Motorsport Racing                        | 28 | Kyle Kirkwood      | Alle        |
| Turn 3 Motorsport                           | 3  | Antoine Comeau     | 10-16       |

## Uitslagen
| Race | Datum        | Circuit                                     | Locatie            | Pole position   | Snelste ronde   | Meeste ronden aan de leiding | Winnaar         | Team                 |
| ---- | ------------ | ------------------------------------------- | ------------------ | --------------- | --------------- | ---------------------------- | --------------- | -------------------- |
| 1    | 9 maart      | Stratencircuit Saint Petersburg             | St. Petersburg, FL | Parker Thompson | Parker Thompson | Rasmus Lindh                 | Parker Thompson | Abel Motorsports     |
| 2    | 10 maart     | Stratencircuit Saint Petersburg             | St. Petersburg, FL | Parker Thompson | Kyle Kirkwood   | Parker Thompson              | Parker Thompson | Abel Motorsports     |
| 3    | 10 mei       | Indianapolis Motor Speedway (binnencircuit) | Speedway, IN       | Rasmus Lindh    | Kyle Kirkwood   | Rasmus Lindh                 | Rasmus Lindh    | Juncos Racing        |
| 4    | 11 mei       | Indianapolis Motor Speedway (binnencircuit) | Speedway, IN       | Rasmus Lindh    | Kyle Kirkwood   | Rasmus Lindh                 | Rasmus Lindh    | Juncos Racing        |
| 5    | 24 mei       | Lucas Oil Raceway                           | Clermont, IN       | Danial Frost    | Danial Frost    | Danial Frost                 | Danial Frost    | Exclusive Autosport  |
| 6    | 22 juni      | Road America                                | Elkhart Lake, WI   | Parker Thompson | Rasmus Lindh    | Kyle Kirkwood                | Kyle Kirkwood   | RP Motorsport Racing |
| 7    | 23 juni      | Road America                                | Elkhart Lake, WI   | Rasmus Lindh    | Rasmus Lindh    | Kyle Kirkwood                | Kyle Kirkwood   | RP Motorsport Racing |
| 8    | 13 juli      | Stratencircuit Toronto                      | Toronto, ON        | Kyle Kirkwood   | Ian Rodríguez   | Danial Frost                 | Danial Frost    | Exclusive Autosport  |
| 9    | 14 juli      | Stratencircuit Toronto                      | Toronto, ON        | Kyle Kirkwood   | Rasmus Lindh    | Kyle Kirkwood                | Kyle Kirkwood   | RP Motorsport Racing |
| 10   | 27 juli      | Mid-Ohio Sports Car Course                  | Lexington, OH      | Kyle Kirkwood   | Kyle Kirkwood   | Kyle Kirkwood                | Kyle Kirkwood   | RP Motorsport Racing |
| 11   | 28 juli      | Mid-Ohio Sports Car Course                  | Lexington, OH      | Kyle Kirkwood   | Kyle Kirkwood   | Kyle Kirkwood                | Kyle Kirkwood   | RP Motorsport Racing |
| 12   | 24 augustus  | Gateway Motorsports Park                    | Madison, IL        | Rasmus Lindh    | Kory Enders     | Kyle Kirkwood                | Kyle Kirkwood   | RP Motorsport Racing |
| 13   | 31 augustus  | Portland International Raceway              | Portland, OR       | Sting Ray Robb  | Kyle Kirkwood   | Kyle Kirkwood                | Kyle Kirkwood   | RP Motorsport Racing |
| 14   | 1 september  | Portland International Raceway              | Portland, OR       | Kyle Kirkwood   | Kyle Kirkwood   | Kyle Kirkwood                | Kyle Kirkwood   | RP Motorsport Racing |
| 15   | 21 september | WeatherTech Raceway Laguna Seca             | Monterey, CA       | Sting Ray Robb  | Sting Ray Robb  | Sting Ray Robb               | Kyle Kirkwood   | RP Motorsport Racing |
| 16   | 22 september | WeatherTech Raceway Laguna Seca             | Monterey, CA       | Rasmus Lindh    | Rasmus Lindh    | Rasmus Lindh                 | Rasmus Lindh    | Juncos Racing        |

## Kampioenschap
| Pos | Rijder             | STP | STP | IMS | IMS | LOR | ROA | ROA | TOR | TOR | MOH | MOH | GAT | POR | POR | LAG | LAG | Punten |
| --- | ------------------ | --- | --- | --- | --- | --- | --- | --- | --- | --- | --- | --- | --- | --- | --- | --- | --- | ------ |
| 1   | Kyle Kirkwood      | 14  | 2   | 2   | 13  | 4   | 1*  | 1*  | 8   | 1*  | 1*  | 1*  | 1*  | 1*  | 1*  | 1   | 14  | 419    |
| 2   | Rasmus Lindh       | 2*  | 4   | 1*  | 1*  | 3   | 4   | 2   | 2   | 3   | 2   | 3   | 2   | 5   | 3   | 3   | 1*  | 417    |
| 3   | Parker Thompson    | 1   | 1*  | 5   | 5   | 10  | 3   | 3   | 3   | 2   | 11  | 4   | 6   | 3   | 4   | 4   | 2   | 344    |
| 4   | Sting Ray Robb     | 3   | 5   | 4   | 2   | 2   | 7   | 10  | 11  | 5   | 5   | 2   | 5   | 8   | 2   | 2*  | 6   | 323    |
| 5   | Danial Frost       | 4   | 3   | 3   | 3   | 1*  | 11  | 12  | 1*  | 4   | 13  | 6   | 4   | 2   | 6   | 6   | 12  | 318    |
| 6   | Nikita Lastochkin  | 5   | 7   | 7   | 4   | 11  | 5   | 5   | 10  | 8   | 4   | 7   | 8   | 6   | 9   | 9   | 13  | 237    |
| 7   | Kory Enders        | 13  | 10  | 8   | 10  | 6   | 9   | 9   | 7   | 9   | DNS | DNS | 3   | 11  | 10  | 11  | 3   | 211    |
| 8   | Moisés de la Vara  | 6   | 6   | 13  | 6   | 7   | 10  | 11  | 13  | 10  | 10  | 13  | 11  | 9   | 11  | 12  | 4   | 198    |
| 9   | Jacob Abel         | 9   | 11  | 6   | 7   | 5   |     |     | 6   | 7   | 12  | 10  | 12  | 7   | 8   | 7   | 5   | 198    |
| 10  | Antonio Serravalle | 7   | 13  | 9   | 9   | 12  | DNS | 8   | 4   | 13  | 7   | 9   |     | 4   | 7   | 10  | 8   | 188    |
| 11  | Philippe Denes     | 8   | 8   | 12  | 8   | 8   | 6   | 7   | 9   | 12  | 6   | 8   |     |     |     | 8   | 7   | 173    |
| 12  | Charles Finelli    | 12  | DNS | 10  | 14  | 9   | DNS | DNS | 12  | 11  | 8   | 12  | 10  |     |     | 13  | 11  | 133    |
| 13  | Ian Rodríguez      |     |     | 14  | 12  |     | 2   | 4   | 5   | 6   | 3   | 5   |     |     |     |     |     | 132    |
| 14  | Antoine Comeau     |     |     |     |     |     |     |     |     |     | 9   | 11  | 9   | 12  | 13  | 14  | 9   | 76     |
| 15  | Artjom Petrov      |     |     |     |     |     |     |     |     |     |     |     | 7   | 10  | 5   | 5   | 15  | 72     |
| 16  | Jacob Loomis       |     |     | 11  | 11  |     | 8   | 6   |     |     |     |     |     |     |     |     |     | 48     |
| 17  | Matt Round-Garrido |     |     |     |     |     |     |     |     |     |     |     |     | 13  | 12  | 15  | 10  | 34     |
| 18  | Damiano Fioravanti | 11  | 9   |     |     |     |     |     |     |     |     |     |     |     |     |     |     | 22     |
| 19  | Parker Locke       | 10  | 12  |     |     |     |     |     |     |     |     |     |     |     |     |     |     | 20     |
| Pos | Rijder             | STP | STP | IMS | IMS | LOR | ROA | ROA | TOR | TOR | MOH | MOH | GAT | POR | POR | LAG | LAG | Punten |

| Kleur       | Resultaat                       |
| ----------- | ------------------------------- |
| Goud        | Winnaar                         |
| Zilver      | 2de plaats                      |
| Brons       | 3de plaats                      |
| Groen       | 4de en 5de plaats               |
| Lichtblauw  | 6de–10de plaats                 |
| Donkerblauw | Gefinisht (buiten de Top 10)    |
| Paars       | Niet gefinisht                  |
| Rood        | Niet gekwalificeerd (DNQ)       |
| Bruin       | Teruggetrokken (Wth)            |
| Zwart       | Gediskwalificeerd (DSQ)         |
| Wit         | Niet Gestart (DNS)              |
| Blank       | Nam geen deel aan de race (DNP) |
| Blank       | Niet geracet                    |

| Toegevoegde info |                                       |
| vet              | Pole positie (1 punt)                 |
| cursief          | Snelste ronde (1 punt)                |
| *                | Meeste ronden aan de leiding (1 punt) |

| Kleur       | Resultaat                       |
| ----------- | ------------------------------- |
| Goud        | Winnaar                         |
| Zilver      | 2de plaats                      |
| Brons       | 3de plaats                      |
| Groen       | 4de en 5de plaats               |
| Lichtblauw  | 6de–10de plaats                 |
| Donkerblauw | Gefinisht (buiten de Top 10)    |
| Paars       | Niet gefinisht                  |
| Rood        | Niet gekwalificeerd (DNQ)       |
| Bruin       | Teruggetrokken (Wth)            |
| Zwart       | Gediskwalificeerd (DSQ)         |
| Wit         | Niet Gestart (DNS)              |
| Blank       | Nam geen deel aan de race (DNP) |
| Blank       | Niet geracet                    |

| Toegevoegde info |                                       |
| vet              | Pole positie (1 punt)                 |
| cursief          | Snelste ronde (1 punt)                |
| *                | Meeste ronden aan de leiding (1 punt) |

| Positie       | 1  | 2  | 3  | 4  | 5  | 6  | 7  | 8  | 9  | 10 | 11 | 12 | 13 | 14 | 15 | 16 | 17 | 18 | 19 | 20 |
| ------------- | -- | -- | -- | -- | -- | -- | -- | -- | -- | -- | -- | -- | -- | -- | -- | -- | -- | -- | -- | -- |
| Punten        | 30 | 25 | 22 | 19 | 17 | 15 | 14 | 13 | 12 | 11 | 10 | 9  | 8  | 7  | 6  | 5  | 4  | 3  | 2  | 1  |
| Punten (Oval) | 45 | 38 | 33 | 29 | 26 | 23 | 21 | 20 | 18 | 17 | 15 | 14 | 12 | 11 | 9  | 8  | 6  | 5  | 4  | 2  |

1991 · 1992 · 1993 · 1994 · 1995 · 1996 · 1997 · 1998 · 1999 · 2000 · 2001 · 2002 · 2003 · 2004 · 2005 · 2006 · 2007 · 2008 · 2009 · 2010 · 2011 · 2012 · 2013 · 2014 · 2015 · 2016 · 2017 · 2018 · 2019 · 2020 · 2021 · 2022 · 2023 · 2024 · 2025